# Fort Leonard Wood
Fort Leonard Wood és una concentració de població designada pel cens dels Estats Units a l'estat de Missouri. Segons el cens del 2000 tenia 13.667 habitants.

## Demografia
Segons el cens del 2000, Fort Leonard Wood tenia 13.666 habitants, 2.639 habitatges, i 2.335 famílies. La densitat de població era de 54,3 habitants per km².
Dels 2.639 habitatges en un 71,5% hi vivien nens de menys de 18 anys, en un 80% hi vivien parelles casades, en un 5,8% dones solteres, i en un 11,5% no eren unitats familiars. En el 7% dels habitatges hi vivien persones soles el 7% de les quals corresponia a persones de 65 anys o més que vivien soles. El nombre mitjà de persones vivint en cada habitatge era de 3,32 i el nombre mitjà de persones que vivien en cada família era de 3,54.
Per edats la població es repartia de la següent manera: un 27,8% tenia menys de 18 anys, un 35% entre 18 i 24, un 35,8% entre 25 i 44, un 1,3% de 45 a 60 i un 0,1% 65 anys o més.
L'edat mediana era de 21 anys. Per cada 100 dones de 18 o més anys hi havia 181,4 homes.
La renda mediana per habitatge era de 33.891 $ i la renda mediana per família de 34.354 $. Els homes tenien una renda mediana de 24.732 $ mentre que les dones 20.421 $. La renda per capita de la població era d'11.652 $. Entorn del 2,7% de les famílies i el 4,1% de la població estaven per davall del llindar de pobresa.

## Poblacions més properes
El següent diagrama mostra les poblacions més properes.